# Arrest Cadbury Schweppes
Het arrest Cadbury Schweppes is een uitspraak van het Europees Hof van Justitie van 12 september 2006 (zaak C-196/04), inzake:
- belastingheffing bij het moederbedrijf over inkomsten van dochterondernemingen die in een andere lidstaat zijn gevestigd,
- terwijl het moederbedrijf een controlerend belang heeft in die dochters (gecontroleerde buitenlandse vennootschap).

## Casus
Cadbury Schweppes plc is het Engelse moederbedrijf van de Cadbury Schweppes-groep. De groep had dochterondernemingen in het International Financial Services Centre (IFSC) in Dublin, met een zeer gunstig fiscaal regiem: in 1996 werd slechts 10% van de winst belast De winst uit deze interne financiering werd volgens het lage tarief belast. Dat was juist de bedoeling.

18 Volgens de verwijzingsbeslissing staat vast dat CSTS en CSTI te Dublin zijn gevestigd met als enig doel, de winsten uit de interne financiering van de Cadbury Schweppes-groep onder de belastingregeling voor het IFSC te laten vallen.

Door dit lage tarief viel de belastbare winst van de Ierse dochterondernemingen onder Britse belastingwetgeving.

5 De wetgeving van het Verenigd Koninkrijk op de gecontroleerde buitenlandse vennootschappen (hierna: „GBV”) bevat een uitzondering op de algemene regel dat een binnenlandse vennootschap niet wordt belast over de winsten van een dochteronderneming op het ogenblik dat deze worden gemaakt.
7 De wetgeving op de GBV is van toepassing wanneer de GBV in de staat waar zij is gevestigd, een „lager belastingtarief” geniet, wat volgens deze wetgeving het geval is voor elk belastingjaar waarin de door de GBV [aldaar] betaalde belasting minder bedraagt dan driekwart van het bedrag dat in het Verenigd Koninkrijk zou zijn betaald aan belasting over de belastbare winst, zoals die in deze lidstaat voor de belastingheffing wordt berekend.

## Rechtsvraag
Is een dergelijke belastingaanslag in strijd met het gemeenschapsrecht? (Ja.)

## Uitspraak Hof
De Engelse belastingdienst is in het ongelijk gesteld. 

[dictum] De artikelen 43 EG en 48 EG moeten aldus worden uitgelegd dat zij zich verzetten tegen de opneming in de belastinggrondslag van een in een lidstaat gevestigde binnenlandse vennootschap van door een gecontroleerde buitenlandse vennootschap in een andere lidstaat gemaakte winst wanneer deze winst daar lager wordt belast dan in eerstgenoemde lidstaat, tenzij een dergelijke opneming gebeurt in geval van een volstrekt kunstmatige constructie, opgezet om de normaal verschuldigde nationale belasting te ontwijken.
Een dergelijke belastingmaatregel moet bijgevolg buiten toepassing worden gelaten wanneer uit objectieve en door derden controleerbare elementen blijkt dat ondanks het bestaan van fiscale beweegredenen, de betrokken gecontroleerde buitenlandse vennootschap daadwerkelijk in de lidstaat van ontvangst is gevestigd en er daadwerkelijk economische activiteiten uitoefent.

## Tot besluit
Vergelijk het arrest Kamer van Koophandel/Inspire Art. In beide gevallen gaat het om:
- aanvullende wetgeving als maatregel tegen het ontduiken van bepaalde regels van nationale wetgeving,
- terwijl die aanvullende wetgeving in strijd is gebleken met het beginsel van vrije vestiging van een vennootschap.